# Marino Parisotto
 (juillet 2023).
 (juillet 2023).
 (juillet 2023).
Si vous disposez d'ouvrages ou d'articles de référence ou si vous connaissez des sites web de qualité traitant du thème abordé ici, merci de compléter l'article en donnant les références utiles à sa vérifiabilité et en les liant à la section « Notes et références ».
 (octobre 2023).
Marino Parisotto Vay, communément appelé Marino Parisotto, né le 8 décembre 1962 à Sudbury (Canada) et mort le 17 novembre 2022 à Milan (Italie),, est un photographe de mode et portraitiste, connu pour la sensualité de ses clichés.

## Biographie

### Jeunesse
Marino Parisotto est né de parents italiens à Sudbury, au Canada. Après le retour de sa famille en Italie, il effectue sa scolarité en Lombardie, tout en restant attaché à la Vénétie, région de ses origines familiales. Il a ensuite suivi des études en économie et commerce à l'université catholique du Sacré-Cœur. Déjà fasciné par le milieu de la mode, en parallèle de son cursus étudiant, il rejoint les rangs de l'agence de mannequins Fashion Models. Il ne tarde pas à se faire remarquer comme l’un des rares mannequins italiens de sa génération à fréquenter les podiums des Fashion-week de marques comme Gianfranco Ferré ou de devenir l’égérie du couturier Gian Marco Venturi. Bientôt reconnu à l’international, cette première carrière le conduira jusqu’au Japon.
Après l'obtention de son diplôme de commerce, il profite de sa notoriété de mannequin pour cofonder avec un condisciple[Qui ?], une agence de publicité axée exclusivement sur les enseignes de mode et de beauté, baptisée « Le Officine Creative ». Il y exerce le métier de Directeur Artistique et impose sa vision notamment sur des outils publicitaires.

### Débuts
Après une première série de photographie au Maroc, il va connaître une renommée grâce à une série  qu’il réalise aux USA pour la marque de jeans POP 84, avec la future Top-Model Shana Zadrig (en).
La photo sélectionnée pour la campagne d’affichage est une réussite, cela entraîne même le vol des affiches la nuit. Le phénomène est tel que les quotidiens italiens s’emparent du fait divers pour le signaler[source insuffisante].
Le livre réalisé à l’origine en tant que brochure publicitaire est bientôt édité en qualité de livre d’art et vendu sous le titre « Bella da Strappare » (Belle à déchirer). Ce sera le premier succès public de ce photographe.
PHOTO, le magazine français le plus vendu dans le monde, référence dans le milieu de la photographie, découvre les articles de presse de ce jeune photographe, jusqu’alors totalement inconnu. Sa carrière française est lancée. Il signe bientôt les clichés du couturier Hubert de Givenchy, qui lui confie jusqu’à la direction artistique de ces deux dernières campagnes, avant de prendre sa retraite au profit de John Galliano qui lui succédera en 1995. En Italie, c’est la marque de cosmétiques allemande Wella qui lui permettra de s'exprimer, en acceptant qu’il réalise pour eux une grande campagne de publicité en noir et blanc, où il fait évoluer des anges « noirs » et des anges « blancs » sur une plage déserte de Miami, pour exprimer son regard sur le monde, la vie, l’amour, la spiritualité et surtout son regard d’homme sur l’image et l’âme de la femme.
Cette série fera l’objet de sa première exposition à Paris, sponsorisée par le laboratoire Publimod. Il enchaîne alors plusieurs projets entre la France et l’Italie.
« Black & White Angels » devient une référence, qui influencera d’autres photographies de mode, à l’instar de Peter Lindbergh qui reprendra le concept avec ses propres anges évoluant dans les rues de New York. Un an plus tard, Marino Parisotto lui répondra, toujours sous l’égide de Wella, en éditant le livre « Sky over New York » où les anges s’envolent au-dessus de New York  pour exprimer leur amour et leur compassion pour l’espèce humaine. Ce livre sera vendu dans de nombreux pays et sera rapidement en rupture de stock. Giorgio Armani lui propose alors de s’exprimer sur une trentaine de pages, dont la couverture de "Emporio Armani Magazine". Parisotto s'est donné pour mission d’y réinventer le mythe du vol d'Icare. Le couturier décide alors que la photo de couverture apparaisse sur le fameux « mur Armani » de Milan qui s’étale sur la hauteur de l’immeuble de huit étages abritant la Maison de Couture.

### Photographe de lingerie
L’enseigne de lingerie La Perla lui offre « carte blanche » pour réinventer le message de la marque avec des influences liées au Porno-Chic. Il réalise pour eux des campagnes publicitaires internationales et plusieurs livres, où il met en valeur le corps féminin. Son style se dessine par des clichés souvent réalisés en noir et blanc, dans des décors naturels, généralement appuyés de lumières de cinéma. Ses photographies sont axées sur l'action et le pouvoir de séduction.
La plupart des clichés qu’il réalise pour la marque font l’objet de livres d’art, dont il limite le nombre d’exemplaires.
Son livre "Senso" (1997), tiré à dix mille exemplaires, est distribué par la Fnac sur son réseau international. La campagne publicitaire américaine de La Perla, basée sur  l’un des clichés les plus sulfureux du livre, fait sensation auprès de certains magazines qui refusent de la publier, car « politiquement incorrecte ».
Parisotto signe sa dernière collaboration avec la marque par une série qui s’immisce à l’arrière des limousines baptisée « Backseat ». Les femmes et les voitures, un thème régulier dans son œuvre photographique qui le conduira jusqu’en couverture du magazine Play-Boy, avec la top-model Adriana Karembeu[source insuffisante]. L’enseigne Autrichienne Wolford, orpheline de son photographe fétiche, Helmut Newton, décédé en 2004, voit en Marino Parisotto le digne descendant du grand Maître. Très naturellement, elle lui propose de prendre sa suite, en l’invitant à se montrer encore plus transgressif que pour La Perla. Jusqu’alors plus romantique dans son message, le photographe explore une nouvelle facette de la sensualité, dans une étude de l’âme humaine.

### Collaboration internationale
Parallèlement, il enchaîne les campagnes de publicité mondiales qui l’inscrivent comme une valeur sûre de la profession.
Iceberg lui offre sa toute première campagne de parfum, où il s’essaie aussi à la réalisation, en produisant son film publicitaire[source insuffisante]. Rochas mise sur son talent pour asseoir le lancement mondial de son tout nouveau parfum « Alchimie ». Après une première collaboration, la marque s’adressera à lui pour relancer un parfum plus ancien, baptisé « Toquade »[source insuffisante]. Le cristallier Baccarat compte sur lui pour mettre en scène sa campagne publicitaire de 1998. Le pari est gagnant puisque la publicité imaginée par l’agence de publicité « Les Ouvriers du Paradis » gagne, cette année-là, le premier prix du Club des Directeurs Artistiques. Il travaillera par la suite avec Swatch, Mikimoto, Rémy Martin, Roberto Cavalli, Enrico Coveri, Sergio Rossi, Bergdorf Goodman, Swarovski, Corneliani, Rocco Barocco, Carte Noire, Oenebiol, Mitsubishi, Fiat.[source insuffisante]

### Photographe de calendriers
La marque de café Lavazza lui confie la création de son calendrier 1998, sous forme de douze images évoquant la sensualité, la force et la passion. Parmi les modèles de ces images, on retrouve le top model Scott Benoit et Lætitia Herrera, tous deux comptant parmi ses mannequins préférés.
Dès lors, il va enchaîner les calendriers pour de nombreuses entités italiennes, et notamment celui de « Miss Italia », à plusieurs reprises. La marque de vermouth Campari, lui propose de réaliser son calendrier 2008, avec la star de cinéma américaine Eva Mendes, pour une série réalisée sur une plage de Toscane où il la transforme en « Petit Chaperon rouge », face à un véritable loup.
Il est contacté[Quand ?] par le russe Sergey Rodionov, pour succéder à Helmut Newton, David LaChapelle, Peter Lindbergh, Terry Richardson, Sante D'Orazio, Bettina Rheims et Ellen von Unwerth dans la réalisation du Calendrier Nu Age, ayant pour égérie l’actrice et mannequin Olga Rodianova (en).

### Photographe de célébrités
La France sera la première à l’envisager comme « photographe de Stars »[source insuffisante]. C’est le magazine Femme qui sera le premier à lui offrir cette opportunité, en lui proposant de réaliser une série dans un wagon d’origine du mythique train l’Orient-Express, avec la chanteuse Patricia Kaas. La chanteuse est alors pressentie pour interpréter le rôle de Marlène Dietrich dans un biopic, c’est pourquoi la prise de vue s’orientera dans une imagerie rappelant son plus grand succès « L’Ange Bleu ».
C’est bientôt le tour du magazine PHOTO de proposer à Marino Parisotto une collaboration avec Mylène Farmer. Cette première prise de vue réalisée sur les toits de Paris, avec des tenues appartenant au Musée Thierry Mugler, marquera le début d’une collaboration aux longs cours, avec les pochettes de son album « Inamoramento », de ses singles « Je te rends mon amour », « l’âme-stam-gram » et de l’affiche de son « Mylenium Tour ».[source insuffisante]
Après avoir photographié plusieurs actrices italiennes comme Edwige Fenech, Eva Grimaldi, Miriam Leone, qu’il photographiera principalement pour divers médias, le magazine Max lui offre l’opportunité de photographier l’un des Britanniques les plus séduisants en la personne d'Hugh Grant. Passerons devant son objectif un nombre constant de top-models et de stars internationales comme Daniel Day-Lewis, Eva Green, Michael Fassbender, Maria Karl Brandauer, Udo Kier, Karen Mulder, Laetitia Casta, Victoria Silvstedt, Rachel Roberts, Janice Dickinson, Tereza Maxova (en) et beaucoup d’autres.

### Disparition
Marino Parisotto est mort à Milan le 17 novembre 2022 à l'âge de cinquante-neuf ans.

## Publications
- Bella da Strappare, 1993
- Black & White Angels, 1994
- Domani, 1994
- Sky over New York, 1995
- Soviet, 1995
- Senso, 1997
- La Perla Tropico, 1998[4]
- La Perla Swing, 1998
- Backseat, 1999
- La Perla Lanzarote, 1999
- La Perla Mare, 2000
- Excess, 2002
- La Perla. Idoli, 2011

## Expositions
- Black & White Angels – Paris 1993
- Soviet Crazy Nights – Bar Fly - Paris 1995
- Excess – Mandala Ray – Paris 2002
- Don't Tell my Booker - Moscou 2005
- La Perla - la Rinascente, Milan 2010
- ArtBasel  - Bâle 2018
- Milano PhotoWeek e Photofestival - 2019
- Marino Parisotto Personal Best - Milan 2024 (organisée par Archivio Marino Parisotto)[5]
- Archivio Marino Parisotto x Gianni Di Muro Atelier - Alassio 2024 (organisée par Archivio Marino Parisotto)[5]

## Distinctions
- Parisotto a reçu deux prix d'or pour la photographie, décernés par l'International Art Directors Club en 1997 et 1998[6].
- En 2002, Parisotto a obtenu l'American Award of Photography pour la séance photo Badtime stories réalisée pour le magazine Vibe.